# Maisse
Maisse is een gemeente in het Franse departement Essonne (regio Île-de-France) en telt 2649 inwoners (2005). De plaats maakt deel uit van het arrondissement Évry.

## Geografie
De oppervlakte van Maisse bedraagt 21,5 km², de bevolkingsdichtheid is 123,2 inwoners per km².
De onderstaande kaart toont de ligging van Maisse met de belangrijkste infrastructuur en aangrenzende gemeenten.

## Demografie
Onderstaande figuur toont het verloop van het inwonertal (bron: INSEE-tellingen).